# (473078) 2015 HQ114
(473078) 2015 HQ114 es un asteroide perteneciente al cinturón de asteroides, descubierto el 8 de octubre de 2012 por el equipo del Catalina Sky Survey desde el Catalina Sky Survey, Arizona, Estados Unidos.

## Designación y nombre
Designado provisionalmente como 2015 HQ11.

## Características orbitales
2015 HQ114 está situado a una distancia media del Sol de 2,734 ua, pudiendo alejarse hasta 3,167 ua y acercarse hasta 2,302 ua. Su excentricidad es 0,158 y la inclinación orbital 9,597 grados. Emplea 1652 días en completar una órbita alrededor del Sol.

## Características físicas
La magnitud absoluta de 2015 HQ114 es 16,5.